# Посёлок Аносовского Льнозавода
Посёлок Аносовского Льнозавода — посёлок в Новодугинском районе Смоленской области России. Входит в состав Днепровского сельского поселения. Население — 4 жителя (2007 год).
Расположена в северо-восточной части области в 25 км к западу от Новодугина, в 28 км западнее автодороги Р134 «Старая Смоленская дорога» Смоленск — Дорогобуж — Вязьма — Зубцов, на берегу реки Днепр. В 30 км восточнее посёлка расположена железнодорожная станция Новодугино на линии Вязьма — Ржев.

## История
В годы Великой Отечественной войны посёлок был оккупирован гитлеровскими войсками в октябре 1941 года, освобожден в марте 1943 года.